# Sibutramin
Sibutramin ist ein Arzneistoff, der als Appetitzügler (Anorektikum) zur Reduktion von starkem Übergewicht (Adipositas) verwendet wird. Der Hersteller des Originalpräparats war die deutsche Firma Knoll AG, die mittlerweile zum Pharmakonzern Abbott Laboratories in den USA gehört. Die Wirkung kommt über die indirekte Stimulierung des sympathischen Nervensystems zustande. Aufgrund starker Nebenwirkungen wurden Sibutramin-haltige Arzneimittel in allen Industrieländern mittlerweile vom Markt genommen.

## Chemie
Sibutramin ist ein Amphetamin-Derivat. Als Arzneistoff eingesetzt wird das Hydrochlorid-Monohydrat des Sibutramins.

### Synthese
Die freie Base des Sibutramin kann in einer vierstufigen Synthese hergestellt werden. Im ersten Reaktionsschritt wird ausgehend von (4-Chlorphenyl)-acetonitril durch Umsetzung mit 1,3-Dibrompropan mittels Natriumhydrid die Cyclobutanstruktur aufgebaut. Durch Addition von 2-Methylpropylmagnesiumbromid an die Nitrilfunktion entsteht im zweiten Schritt eine Azomethinstruktur, die durch Reduktion mit Natriumborhydrid zunächst in ein primäres Amin überführt wird. Die N-Alkylierung erfolgt im vierten Reaktionsschritt mittels Formaldehyd und Ameisensäure. Die Synthesesequenz ergibt racemische Sibutramin-Base. Bei der Fällung mit Salzsäure entsteht das Hydrochlorid-Monohydrat.

### Stereoisomerie
Sibutramin besitzt ein stereogenes Zentrum. Es gibt also zwei Enantiomere, die (S)-Form und (R)-Form. Arzneilich wird das Racemat (1:1-Mischung der Enantiomeren) eingesetzt, wenngleich aus grundsätzlichen Überlegungen die Verwendung des besser bzw. nebenwirkungsärmer wirksamen Enantiomers zu bevorzugen wäre.

## Pharmakologie

### Wirkmechanismus
Sibutramin ist ein indirektes Sympathomimetikum und kann oral verabreicht werden. Es hemmt die Wiederaufnahme der Neurotransmitter Noradrenalin und Serotonin in die Nervenzelle, wodurch deren Konzentration im synaptischen Spalt ansteigt, was wiederum die Erregung von Adrenozeptoren verstärkt und somit eine Appetitminderung zur Folge hat.

### Nebenwirkungen
Die Nebenwirkungen von Sibutramin sind erheblich und auch der Grund, warum die Anwendung des Wirkstoffs stark eingeschränkt ist. Sie umfassen zahlreiche Beschwerden von Kopfschmerzen, Mundtrockenheit, Übelkeit und Erbrechen bis hin zu Taubheitsgefühlen, Bluthochdruck und Herzrhythmusstörungen.
Die Einnahme von Sibutramin ist kontraindiziert bei Schilddrüsenüberfunktion, Angina Pectoris, Schlafstörungen, Bluthochdruck, Epilepsie, Herzrhythmusstörungen und Störungen der Leber- und Nierenfunktion oder bei paralleler Einnahme von Antidepressiva und Neuroleptika.
Nach Studien birgt Sibutramin vor allem für Herz-Kreislauf-Patienten ein deutlich erhöhtes Herzinfarkt-Risiko, eine US-Studie listet 34 Todesfälle durch den Arzneistoff auf.
Eine 3-jährige Studie mit Patienten, bei denen gleichzeitig eine Adipositas sowie eine koronare Herzkrankheit vorlagen, konnte eine Gewichtsreduktion von im Schnitt rund 3 Kilogramm belegen. Die Studie belegte aber keinen Überlebensvorteil durch Sibutramin, jedoch ein erhöhtes Risiko für kardiovaskuläre Ereignisse.

## Nutzen-Risiko-Bewertung und Auswirkung auf die Vermarktung
In Italien wurden Sibutramin-haltige Arzneimittel schon im Jahr 2002 auf Grund von zwei Todesfällen vom Markt genommen.
Um die Herz und Kreislauf betreffende Sicherheit und den potentiellen Nutzen einer Langzeiteinnahme zu untersuchen, wurde unter dem Namen Sibutramin Cardiovascular OUTcomes Trial (SCOUT) eine Studie in 16 Ländern mit annähernd 10.000 Probanden durchgeführt, die bis zu sechs Jahren Sibutramin einnahmen. Aufgrund des Studienergebnisses bewertete der Ausschuss für Humanarzneimittel der Europäischen Arzneimittelagentur im Januar 2010 das Nutzen-Risiko-Verhältnis negativ und empfahl umgehend, das Ruhen der Zulassung für Sibutramin-haltige Arzneimittel anzuordnen.
Der Hersteller des Originalpräparates hat daraufhin die Vermarktung in der EU ausgesetzt. In Deutschland kam die Sistierung sofort zum Tragen, da ausschließlich Arzneimittel des Originalherstellers im Markt waren. Bereits zuvor waren in Deutschland Sibutramin-haltige Arzneimittel nur in stark begrenzten Dosierungen als Arzneimittel zugelassen.  In Polen wurde im März 2010 eine Sistierung der Zulassungen aller Präparate behördlich angeordnet, ebenso in der Schweiz.
Aufgrund des in der SCOUT-Studie festgestellten ungünstigen Nutzen-Risiko-Verhältnisses nahm Abbott, in Abstimmung mit der FDA, im Oktober 2010 auch in den USA das Medikament vom Markt.

## Handelsnamen
Monopräparate:

Reductil, Reduxade, Zelium (D, A, CH; außer Handel), Meridia (USA, außer Handel), LiDa (China)

## Verbotener Handel und Gebrauch
Zur Reduktion des Körpergewichts, zur Steigerung der körperlichen Leistungsfähigkeit sowie zur Wirkungssteigerung von Kaffee werden Sibutramin-haltige Produkte illegal in den Handel gebracht.
Während im Jahr 2005 in Deutschland noch 125.000 illegal eingeführte Kapseln des chinesischen Medikaments LiDa beschlagnahmt wurden, überschritt diese Zahl im Jahr 2006 die Millionenmarke. Zollbehörden vernichteten 2011 50.000 am Flughafen Frankfurt Main sichergestellte, in China hergestellte Sibutramin-haltige Schlankheitspillen.
Das Hessische Verbraucherschutzministerium warnte am 2. Dezember 2011 vor dem Verzehr bestimmter Chargen des auch im Internet angebotenen Kaffees Slimming Coffee Leisure 18. Zwei Chargen des Instantkaffees der Marke Vitaccino, in der Sibutramin nachweisbar war, wurden 2010 vom Markt genommen, vor dem Konsum dieses Produkts wurde 2013 gewarnt, der Zoll hatte zuvor wegen desselben Inhaltsstoffes Lieferungen online bestellter Ware sichergestellt. Auch in Folgejahren tauchten immer wieder Nahrungsergänzungsmittel und vermeintlich rein pflanzliche Lifestyle-Präparate zur Gewichtsreduktion auf, die Sibutramin enthielten.
2006 wurde Sibutramin von der Welt-Anti-Doping-Agentur (WADA) als verbotener Wirkstoff namentlich in die Gruppe S6, Stimulanzien, aufgenommen.
In Spanien rief die Agencia Española de Medicamentos y Productos Sanitarios im Februar 2025 ein Sibutramin enthaltendes Produkt (Bikini Forte) zurück.